# 金蔵院 (富士見市)
金蔵院（こんぞういん）は、埼玉県富士見市にある真言宗智山派の寺院。

## 歴史
1610年（慶長15年）に開山された。貞享年間（1684年 - 1688年）の火災で全焼したが、元禄年間（1688年 - 1704年）に再建されている。その後も、1766年（明和3年）に山門が、1777年（安永6年）に鐘楼が建てられている。
当院には、元々寺子屋が置かれていたが、明治初期に現在の富士見市立南畑小学校の前身となる小学校が開設されている。

## 交通アクセス
- 路線バスJA南畑支店前停留所より徒歩10分。